# Билет (фильм)
«Билет» (англ. The Ticket) — американский драматический фильм режиссёра Стюарта Купера 1997 года о билете на выигрыш в 23 миллиона долларов, чтобы получить который, героям фильма приходится рисковать собственной жизнью.
В главной роли — звезда телесериалов «Беверли-Хиллз, 90210» и «Зачарованные» Шеннен Доэрти.
Премьера состоялась в Канаде 6 августа 1997 года.

## Сюжет
Брак главной героини Си Си Райкер и её мужа Кита на грани развода. Отношения терпят фиаско, и казалось, уже ничто не может их спасти. Когда на голову Кита в буквально смысле слова падает выигрыш в лотерею в несколько миллионов долларов, Си Си все ещё слабо верит в спасение. Счастливый случай, возможно, единственный шанс получить второе семейное дыхание.
Держа на руках билет на выигрыш, Си Си с мужем и тринадцатилетним сыном Эриком садятся в самолет и отправляются за деньгами, но совершают вынужденную посадку, поскольку самолет разбивается.
Оставшись в живых, семья задумывается, не случайной ли стала эта катастрофа? Ведь прежде чем сесть в самолет, они рассказали о выигрыше близким друзьям. Теперь становится ясно, кто хотел получить их деньги, а также и то, что теперь за ними ведется охота теми, кому они когда-то доверяли.

## В ролях
- Шеннен Доэрти — Си Си Райкер
- Джеймс Маршалл — Кит Райкер
- Филлип Ван Дайк — Эрик Райкер
- Хэйди Свидберг — Рита
- Джон Тенч — Чак
- Майкл Рууд — Монте

## Интересные факты
- Стюарт Купер выступил режиссёром и продюсером фильма
- Фильм снимался в Юте — штате в США в группе Горных штатов, расположенный в районе Скалистых гор. В этих же местах ведется основная сюжетная линия
- Картина не рекомендована к просмотру лицам, не достигшим возраста 13 лет

## Премии и награды
1998 год номинация на премию «Young Artist Awards» в категории «Лучший второстепенный актер в художественном фильме или мини-сериале» — Филлип Ван Дайк

## Мировой релиз
- США — 6 августа 1997 года
- Великобритания — январь 1998 года — премьера на видео
- Финляндия — 11 февраля 1998 года — премьера на видео